# Sakhipur
Sakhipur è un sottodistretto (upazila) del Bangladesh situato nel distretto di Tangail, divisione di Dacca. Si estende su una superficie di 429,63 km² e conta una popolazione di 277.685 abitanti (dato censimento 1991).